# الانتخابات في فنزويلا
تجري الانتخابات في فنزويلا على المستوى الوطني لرئيس فنزويلا كرأس للدولة ورئيس الحكومة والسلطة التشريعية لبرلمان بغرفة واحدة. يُنتَخب رئيس فنزويلا لفترة ست سنوات عن طريق الانتخاب المباشر الفردي، ويكون مؤهل لإعادة انتخابه مرة ثانية. تتألف الجمعية الوطنية في فنزويلا (أسامبيلا ناثيونال) من 165 عضو (ديبوتادوس)، يتم انتخابهم لمدة خمس سنوات عن طريق نظام الانتخاب الموازي المختلط. تجري الانتخابات على مستوى ولايات فنزويلا وأيضًا على المستوى المحلي.
منذ انتخابات عام 1998 في فنزويلا، أصبح الانتخاب عن طريق الأتمتة (باستخدام أجهزة إلكترونية بشاشات لمس (دي آر إي) التي توفر للناخبين سجل مراجعة وتدقيق)، تحت إشراف المجلس الوطني الانتخابي. سن الاقتراع في فنزويلا هو للأفراد الذين بلغت أعمارهم 18 سنة، و (اعتبارًا من عام 2011) سجل 95% من الناخبين المؤهلين بشكل قانوني.
تتمتع فنزويلا بنظام متعدد الأحزاب، إذ ثمّة العديد من الأحزاب السياسية. تأسَّس الحزب الاشتراكي الموحد الفنزويلي (بي إس يو في) في عام 2007، وهو قد جمع بين عدد من الأحزاب الأصغر حجمًا المؤيدة للثورة البوليفارية بقيادة هوغو تشافيز والحركة الجمهورية الخامسة. وقد تولى الحزب الاشتراكي الموحد الفنزويلي والأحزاب المنافسة الأخرى الرئاسة منذ عام 1998. وقد عملت مجموعة المائدة المستديرة للوحدة الديمقراطية (إم يو دي) التي تأسست عام 2008، على توحيد قسم كبير من أحزاب المعارضة. وقد توفي هوغو تشافيز، الشخصية المركزية في المشهد السياسي الفنزويلي منذ انتخابات الرئاسة الفنزويلية عام 1998 كطرف دخيل سياسي، على رأس عمله في أوائل عام 2013، ثم خلفه نيكولاس مادورو (كرئيس مؤقت في مستهل الأمر، قبل فوزه بالانتخابات في إبريل من عام 2013 ثم إعادة انتخابه في مايو عام 2018).

## نظام التصويت

### التسجيل الانتخابي
بموجب دستور فنزويلا لعام 1999، يحق لجميع الفنزويليين الذين تزيد أعمارهم عن 18 سنة التصويت (المادة 64). وبالإضافة إلى ذلك، يحق لغير المواطنين المقيمين لفترة تزيد عن 18 سنة (المقيمين على مدى 10 سنوات) التصويت في الانتخابات الإقليمية والمحلية (المادة 64). وتنصّ المادة 56 على أن يتمتع كل شخص «بالحق في أن يسجل مجانًا لدى مكتب السجل المدني بعد الولادة، وفي الحصول على وثائق عامة تشكل إثباتًا على هويته البيولوجية، وفقًا للقانون».
وفقًا للمجلس الانتخابي الوطني، فإن نسبة السكان في سن التصويت في السجل الانتخابي قد ارتفعت من 80% في عام 1998 إلى 95% في عام 2011، بمعدل 19 مليون ناخب (بما في ذلك ما يقرب من 100 ألف ناخب خارج فنزويلا) قد تم تسجيلهم في عام 2012 بالمقارنة مع 12 مليون ناخب في عام 2003. يسجل الناخبون بصمات الأصابع وتفاصيل بطاقة الهوية في السجل الانتخابي، ويتم التحقق من هذه البصمات خلال عملية التصويت.

### النظام الإلكتروني
تنتخب فنزويلا على المستوى الوطني رئيس فنزويلا كرئيس للدولة والحكومة، إل جانب انتخاب هيئة السلطة التشريعية الاتحادية لبرلمان بغرفة واحدة. ويُنتخب الرئيس لفترة ولاية مدتها ست سنوات بالاقتراع المباشر الفردي، ويكون (منذ الاستفتاء الدستوري الفنزويلي في عام 2009) مؤهلًا لإعادة انتخابه مرة ثانية. يضم المجلس الوطني 165 عضو يتم انتخابهم لفترة خمس سنوات.

## النظام الحزبي

### الخلفية
تطورت الديمقراطية في فنزويلا خلال القرن العشرين، إذ لعب حزب العمل الديمقراطي الفنزويلي (الذي تأسس في عام 1941) وأمثاله دورًا هامًا في السنوات الأولى من تشكيل كل حزب. وقد ترأس حزب العمل الديمقراطي الحكومة خلال الفترة الديمقراطية الأولى لفنزويلا (1945-1948). استُبعدت الحكومة الدكتاتورية (1948-1958) من السلطة، ليحل محلها أربعة رؤساء فنزويليين من حزب العمل الديمقراطي في ستينيات القرن العشرين إلى تسعينيات القرن العشرين. تتسم هذه الفترة، التي أطلق عليها هوغو تشافيز وأتباعه بشكل غير صحيح «الجمهورية الرابعة»، بتطور حلف بونتوفيجو بين الأحزاب الرئيسية (الذي تضمن في الأصل الاتحاد الجمهوري الديمقراطي لكن تضاءلت أهميته مع مرور الوقت)، مع استبعاد ملحوظ للحزب الشيوعي الفنزويلي. لكن بحلول نهاية تسعينيات القرن العشرين، ضعُفت مصداقية نظام الحزبين حتى كادت تنعدم، ويرجع سبب ذلك في الأغلب إلى الفساد والفقر اللذين عاشهما الفنزويليون بسبب أزمة الديون التي نشأت أثناء ثمانينيات القرن العشرين. في عام 1993، تم عزل آخر رئيس من حزب العمل الديمقراطي (كارلوس أندريس بيريز) بتهمة الفساد، وأمضى عدة سنوات في السجن نتيجة لذلك. أما الحزب التقليدي الرئيسي الآخر، حزب كوباي، فقد قدم رئيسين فنزويليين هما (رفائيل كالديرا، 1969-1974، ولويس هيريرا كامبينز، 1979-1983).

### التيار
انهارت الثقة في الأحزاب السياسية إلى الحد الذي أدى إلى فوز رفائيل كالديرا بالانتخابات الرئاسية في عام 1993 بنحو 30% من الأصوات، وهو ما يمثل تحالفًا انتخابيًا جديدًا، باسم التقارب الوطني. بحلول عام 1998 كان التأييد لحزب العمل الديمقراطي وحزب كوباي قد سجل المزيد من التراجع، إلى أن فاز مرشح سياسي من الخارج وهو هوغو تشافيز في انتخابات عام 1998.
ومنذ ذلك الوقت، برزت مجموعة من الأحزاب الأحدث عهدًا (مثل حزب العصر الجديد وحزب العدالة أولًا) في معارضتهم لحكومة تشافيز أكثر من الأحزاب الرئيسية السياسية مثل حزبي الحركة الديمقراطية وكوباي. تأسَّس الحزب الاشتراكي الموحد في فنزويلا عام 2007، وهو قد جمع بين عدد من الأحزاب الأصغر حجمًا المؤيدة للثورة البوليفارية بقيادة هوغو تشافيز والحركة الجمهورية الخامسة. وهو يُعدّ الحزب الرئيسي للتحالف الوطني الكبير. وقد عملت مجموعة المائدة المستديرة للوحدة الديمقراطية (إم يو دي) التي تأسست عام 2008، على توحيد قسم كبير من أحزاب المعارضة. وقد توفي هوغو تشافيز، الشخصية المركزية في المشهد السياسي الفنزويلي منذ انتخابات الرئاسة الفنزويلية عام 1998 كطرف دخيل سياسي، على رأس عمله في أوائل عام 2013، ثم خلفه نيكولاس مادورو (كرئيس مؤقت في مستهل الأمر، قبل فوزه بالانتخابات في إبريل من عام 2013 ثم إعادة انتخابه في مايو عام 2018).